# الحزب الديمقراطي (إسبانيا)
الحزب الديمقراطي (بالإسبانية: Partido Democrático)‏ كان حزبا سياسيا إسبانيا في عهد إيزابيل الثانية (حكمت 1833-1868)، وقد كان قوة سرية عدا فترة سنتا التقدميين (1854-1856). حيث أنشأ الجناح اليساري للتقدميين في سنة 1849 الحزب الديمقراطي من مجموعة من الليبراليين الراديكاليين والاشتراكيين المعتدلين الذين لم يقبلوا بنظام الملكة إيزابيل السياسي ودعوا إلى التطبيق الكامل لدستور 1812. وكان قادتها الرئيسيين فرانسيسك بي أي مرغال وكريستينو مارتوس.
بعد ثورة 1868 المجيدة التي عزلت الملكة إيزابيل، تفكك الحزب بسبب الصراعات بين فصائله المختلفة. حيث عقد الحزب في منتصف أكتوبر 1868 تجمعا كبيرا في مدريد برئاسة الزعيم المخضرم خوسيه ماريا أورينس، الذي قرر وسط هتافات أن «شكل الحكومة الديمقراطية لا يمكن أن يكون سوى جمهورية اتحادية».
وعندما عبرت الحكومة المؤقتة عن تأييدها للنظام الملكي جرى نقاش حاد داخل الحزب الديمقراطي بشأن التوافق بين النظام الملكي مع الديمقراطية وعلى «الطابع العرضي» لأشكال الحكومات. دافع معظم الديمقراطيين برئاسة خوسيه ماريا أورينس وفرانسيسك بي مارغال وإستانيسلاو فيغراس ونيكولاس سالمرون وإيميليو كاستيلار عن الجمهورية والتي بسببها تغير اسم الحزب إلى الحزب الجمهوري الاتحادي الديمقراطي. وقد اقترب الفصيل الجمهوري بقيادة فرانسيسك بي مارغال من الحركة العمالية الإسبانية الأولى ودعاة استقلال كاتالونيا لتشكيل الحزب الجمهوري الاتحادي.
في حين دافعت الأقلية التي يرأسها نيكولاس ماريا ريفيرو وكريستينو مارتوس ومانويل بيسيرا برموديز على أن أهم شيء هو الاعتراف بالاقتراع العام (الذكور) والحقوق والحريات الفردية وليس شكل الحكومة التي اعتبروها «عرضي» أو متغير. هذه الأقلية من الديمقراطيين الذين وافقوا على النظام الملكي كانت تسمى «السمبريون» حسب البيان الذي نشر في نوفمبر.
أظهر الجمهوريون الاتحاديون التأييد الشعبي الذي حصلوا عليه عندما فازوا في انتخابات البلدية التي جرت في 18 ديسمبر 1868 عندما فازوا في 20 عاصمة إقليمية مثل برشلونة وبلنسية واشبيلية وملقة وسرقسطة واليكانتي وجيرونا وليدا وهويسكا وسانتاندر. وهو دعم اثبتته انتخابات الجمعية التأسيسية التي جرت في 15 يناير 1869.